# Ciclismo nos Jogos Pan-Americanos de 1963
As competições de ciclismo nos Jogos Pan-Americanos de 1963 foram realizadas em São Paulo, Brasil. Esta foi a quarta edição do esporte nos Jogos Pan-Americanos, tendo sido disputada apenas por homens.

## Masculino

### Corrida individual 1.000 m (Pista)
| POSIÇÃO | CICLISTA                 |
| ------- | ------------------------ |
|         | Roger Gibbon (TRI)       |
|         | James Rossi (USA)        |
|         | Edgardo Molinaroli (ARG) |

### Contra o relógio individual 1.000 m (Pista)
| POSIÇÃO | CICLISTA              |
| ------- | --------------------- |
|         | Carlos Vásquez (ARG)  |
|         | Roger Gibbon (TRI)    |
|         | Anesio Argenton (BRA) |

### Perseguição por equipes de 4.000 m (Pista)
| POSIÇÃO | CICLISTA  |
| ------- | --------- |
|         | Uruguai   |
|         | Argentina |
|         | México    |

### Corrida individual (Estrada)
| POSIÇÃO | CICLISTA                  |
| ------- | ------------------------- |
|         | Gregorio Carrizalez (VEN) |
|         | Wilde Baridon (URU)       |
|         | Delmo Delmastro (ARG)     |

### Corrida por equipes (Estrada)
| POSIÇÃO | CICLISTA       |
| ------- | -------------- |
|         | Uruguai        |
|         | Estados Unidos |
|         | Venezuela      |

## Quadro de medalhas
| Ordem | País                  | Medalha de ouro | Medalha de prata | Medalha de bronze |    |
| ----- | --------------------- | --------------- | ---------------- | ----------------- | -- |
| 1     | URU Uruguai           | 2               | 1                |                   | 3  |
| 2     | ARG Argentina         | 1               | 1                | 2                 | 4  |
| 3     | TRI Trinidad e Tobago | 1               | 1                |                   | 2  |
| 4     | VEN Venezuela         | 1               |                  | 1                 | 2  |
| 5     | USA Estados Unidos    |                 | 2                |                   | 2  |
| 6     | BRA Brasil            |                 |                  | 1                 | 1  |
|       | MEX México            |                 |                  | 1                 | 1  |
| TOTAL | TOTAL                 | 5               | 5                | 5                 | 15 |